# هوریک اول
هوریک اول پادشاه دانمارک بین سال‌های ۸۲۷ تا ۸۵۴ بود. سلطنت او به واسطهٔ حملات دانمارکی‌ها به فرانسه و المانها که در ان زمان تحت حکم رانی لویی پسر و جانشین شارلمانی بود، ساخته شد.
پدر شاه هوریک گادفارد بود که بخاطر حملات موفق امیز خود علیه شارلمانی شناخته می‌شود.